# Tasiocera (Dasymolophilus) liliputana
Tasiocera (Dasymolophilus) liliputana is een tweevleugelige uit de familie steltmuggen (Limoniidae). De soort komt voor in het Afrotropisch gebied.